# Bastanès
Bastanès település Franciaországban, Pyrénées-Atlantiques megyében. Lakosainak száma 96 fő (2022. január 1.). Bastanès Viellenave-de-Navarrenx, Bugnein, Castetnau-Camblong, Méritein és Vielleségure községekkel határos.

## Népesség
A település népességének változása:
| Lakosok száma | 102  | 101  | 99   | 135  | 99   | 98   | 98   | 97   | 97   | 96   |
|               | 2010 | 2013 | 2015 | 2016 | 2017 | 2018 | 2019 | 2020 | 2021 | 2022 |